# HP TC1100

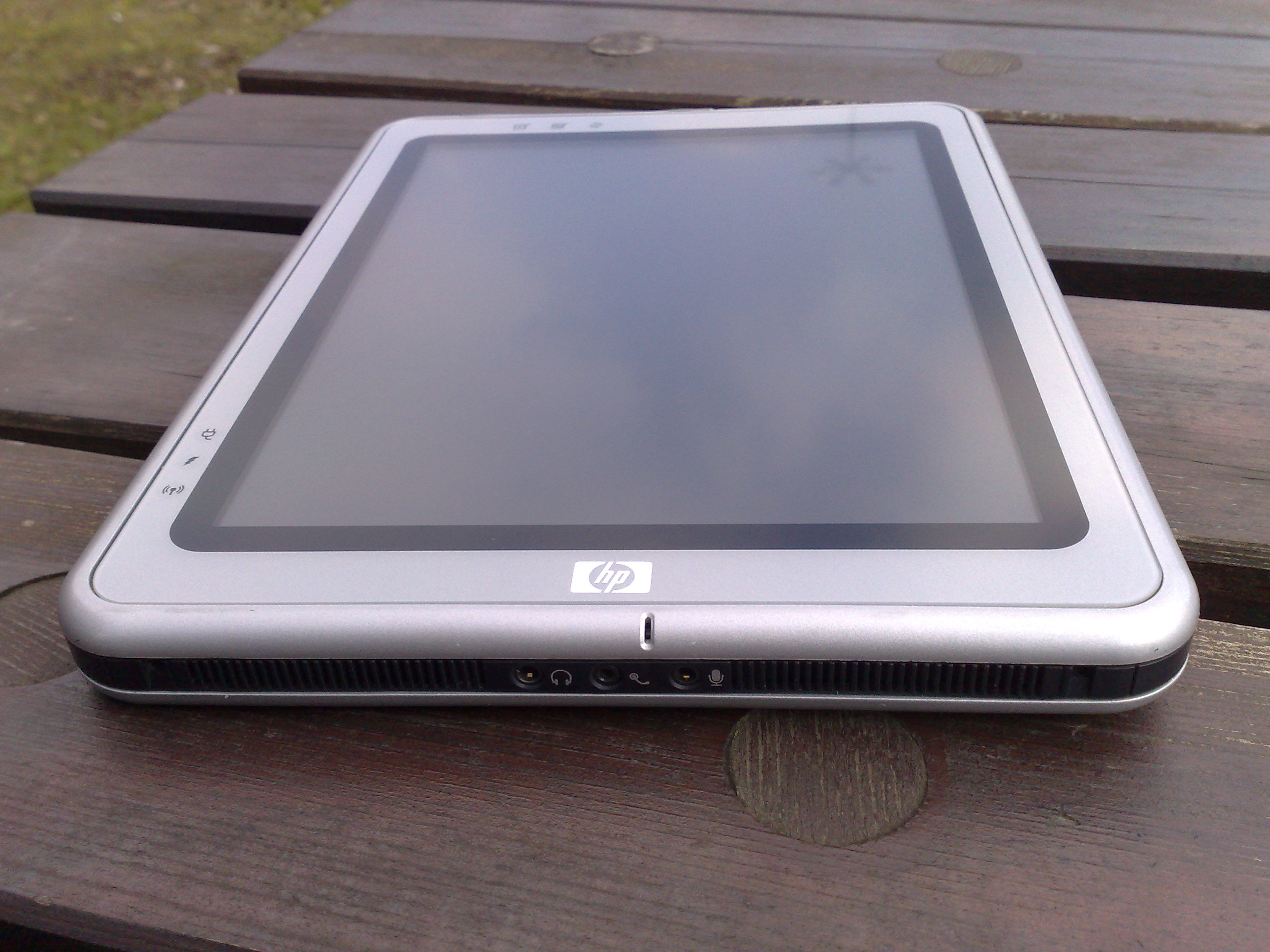
TC1100 utan tangentbordet

TC1100 är en bärbar dator från 2003 gjord av datortillverkaren Hewlett-Packard (tidigare HP Compaq).
TC1100 är en uppgradering av den tidigare datorn HP Compaq TC1000. 
Datorn var främst riktad åt företagsvärlden. Med sin ovanliga design med avtagbart tangentbord och pekpenna så var den mycket populär en kort period.